# Koúvlis (Arcadie)
Koúvlis (grec moderne : Κούβλης) est une localité située dans le dème de Cynourie-du-Nord, dans le district régional d'Arcadie, dans la périphérie du Péloponnèse, en Grèce.
Selon le recensement de 2021, elle compte 52 habitants.